# L'uomo del riksciò
L'uomo del riksciò (無法松の一生?, Muhōmatsu no isshō, lett. "La vita del fuorilegge Matsu") è un film del 1958 diretto da Hiroshi Inagaki.
Vincitore del Leone d'oro 1958, è il rifacimento dell'omonimo film diretto dallo stesso regista nel 1943, in cui il ruolo del protagonista è svolto da Tsumasaburo Bando. Nell'ottobre 2020, in occasione del festival cinematografico internazionale di Tokyo, fu pubblicata una versione rimasterizzata digitalmente in 4K dell'originale pellicola in bianco e nero, con la vendita del disco blu-ray a partire dal 26 marzo seguente.

## Trama
Ambientato in Giappone dal tardo XIX secolo fino agli inizi del XX, narra la storia di Matsugoro, un conducente di risciò (interpretato da Toshirō Mifune) il quale diventa un padre surrogato del figlio di una donna divenuta da poco vedova (interpretata da Hideko Takamine).

## Produzione
È il rifacimento del film omonimo del 1943 diretto dallo stesso Inagaki, in cui il ruolo del protagonista è svolto da Tsumasaburo Bando.

## Riconoscimenti
- Festival di Venezia: Leone d'oro al miglior film